# Nemšová
Nemšová är en stad i distriktet Trenčín i regionen  Trenčín i västra Slovakien.

## Geografi
Staden ligger på 228 meters höjd och har en area på 33,44 km². Den har ungefär
6 400 invånare (2017).